# Kádár Géza (mérnök)
Kádár Géza (Zilah, 1907. november 7. – Budapest, 1983. április 22.) postamérnök, szakíró.

## Életpályája
1907-ben született az erdélyi Zilahon Kádár Géza, református lelkész, későbbi püspökhelyettes és Gencsy Sára fiaként.
Az ifjú Kádár Géza középiskolai tanulmányait a zilahi a magyar gimnáziumban végezte, de érettségije nem sikerült, mert feltehetőleg nem tudott románul. Román tanárok jöttek a zilahi gimnáziumba, s valamennyi magyar érettségizőt megbuktatták. A diákok 1927-ben így kénytelenek voltak Magyarországra átjönni, végül Debrecenben tették le az érettségi vizsgájukat.
Kádár Géza ugyanebben az évben a budapesti Műegyetem gépészmérnöki karán kezdte meg tanulmányait, majd 1932-ben szerezte meg gépészmérnöki diplomáját. Ekkor azonban még román állampolgár volt, így vissza kellett térnie Romániába, hogy egyéves kötelező katonai szolgálatát letöltse.
Ezután újból Magyarországra jött, 1934-ben állást kapott a Magyar királyi Postánál, de mint idegen állampolgárt csak a legalacsonyabb írnoki (díjnoki?) beosztásban alkalmazták. Édesapja, aki ekkor Kolozsvárott, a Magyar utcai templomban volt püspökhelyettes, Magyarországra ment, hogy összeköttetései segítségével fia honosításában segédkezhessen.
Kádár Géza barátságot kötött Magyari Endrével, első munkája a rádió-adóhálózathoz kapcsolódott. Először Lakihegyen ismerkedett a nagyadóval, utána ellenőrizte a Fehérvár öreghegyi adók építését. Szolgálati Topolinóján gyakran utazott Székesfehérvárra. Az „50 éves postamérnöki szolgálat” c. kiadvány alapján 1935-től órabéres mérnökként dolgozott a Távíró és Távbeszélő Igazgatóság Rádió Üzemosztályán; más források szerint ekkortájt a Rádiótanácsadó és Rádiózavarvizsgáló Szolgálat vezetője volt.
1937-től állandó helyet és személyzetet kapott a Rádiótanácsadó és csőmérő szolgálat az V. kerület, Petőfi Sándor-utcai Főposta épület utcai helyiségében, ahová Kádár Géza is került mint vezető mérnök.
1942. január 24-én feleségül vette a nála tíz évvel fiatalabb, budapesti születésű Fonay Klárát, Fonay Jenő és Waldinger Mária lányát. Házasságából két leánya született.
1943-ban „A rádió vevőkészülékek jóságának megítélése” című cikkét közölte a „Rádió Compass, Útmutató az 1943. évre” című kiadvány. Valószínűleg órabéres mérnökből véglegesítették, nevét ugyanis mert nevét m. kir. Postamérnökként írja a Rádió Compass-ban.
A második világháború végén, a Magyar Posta 28 rádiómérnökéből 22-en elhagyták Magyarországot és a visszavonuló német hadsereggel együtt nyugatra menekültek. Kádár Géza a maradék öt mérnökkel együtt itthon maradt. Zuhatag utcai budai lakásában élte át Budapest ostromát. Feltehetleg azért nem kényszerítették arra, hogy elhagyja Magyarországot, mert a Rádiótanácsadó szolgálatnál munkatársa volt, a hatóság elsősorban pedig az adóállomások mérnökeit és szakembereit kötelezte, hogy nyugatra emigráljanak.
A háborút követően években továbbra is a Rádiózavarelhárító és Rádiótanácsadó Szolgálat vezetője volt, 1947-ben szolgálati kocsival és sofőrrel is rendelkezett. A Rádiótanácsadónál működő rádiócső-vizsgálat részére ő tervezte meg és készítette el az első csőmérő berendezést. A rádiózavarvizsgálatok egy részénél árnyékolt körülmények között kellett vizsgálni a zavaró készülék sugárzását. Elsőnek Kádár Géza kezdeményezésére építettek fel egy ilyen árnyékolt mérőfülkét, a Posta Kísérleti Állomás alagsorában.
„Rádióhullámok terjedése és a terjedés zavarai” címmel közelte egy írását az 1948-as Rádióévkönyv. Ekkor már postafőmérnöki rangban dolgozott. Az 1948-as „Rádió Compass” című kiadványban is megjelent egy haosnló cikkek, „Vételi zavarok és azok kiküszöbölése” címmel.
1950 körül megbízták a vezetékes rádió hálózatának magyarországi kiépítésével, amit mérnöki precizitással, lelkiismertesen véghez is vitt. Ennek a rendszernek a létét a jó hangminőség és az olcsóság indokolta.
Az 1950-es évek elején 700 forintot keresett egy hónapban, ami meglehetősen alacsony volt abban az időben, egyedüli keresőként egész családját ebből a pénzből tartotta el. Kiegészítés gyanánt az Orion gyárban vállalt különmunkát, ahol a MEO által hibásnak talált rádiókészülékek javításával foglalkozott, egy készülékért 100 forintot kapott. Otthon is foglalkozott elromlott készülékek javításával, azonban nem barkácsolt rádiókat.
A TV kísérletek kezdetében egy szolgálati TV vevőkészüléket megfigyelés céljára kapott. Ehhez a kelet-német gyártmányú "Rubens" vevőkészülékhez házilag készített antennákat, hogy távolabbi adóállomásokat is tudjon fogni. Azonban lakása a Svábhegy tövében állt, így vételi szempontból rossz helyen helyezkedett el. Csupán Jugoszlávia felől tudott képfoszlányokot észlelni. Később felkeltették érdeklődését a quadrofonia kísérletek és hangsugárzókkal foglalkozott. Épített egy nagy terjedelmű hangfalat a lakásában.
Postai műszerész és távírász (rádiótávíró kezelői) tanfolyamokon tanított, majd ekehze a tanfolyamokhoz tankönyvet írt „Bevezetés a rádiótechnikába” címmel. Ez a műve négy kiadást ért meg. Tanított a Gyáli úti technikumban is, neve fellelhető a jubileumi évkönyvben az óraadó tanárok névsorában.
1951-ben a Közlekedési Kiadó adta ki „Hangerősítők” című munkáját, melyet ekkoriban akár tankönyvként is használhattak. Az előszóban azt írja, hogy szakemberek részére szándékozott gyakorlati tudnivalókat közreadni, minimális matematikai magyarázatokkal. Későbbi kiadványaira is jellemző volt ez a törekvés, kapcsolási rajzgyűjteményei is segítették a rádióvevő készülékekkel foglalkozó gyakorlati, szerviz szakembereket.
„Rádiótechnika I.” című tankönyve 1956-ban jelent meg a Távközlési Technikum harmadéves hallgatói részére, ennek a folytatása szintén az ő szerkesztésében jelent meg „Rádiótechnika II.” címmel, azonban ennek szerzői már mások, témája az adástechnika.
Kádár Géza főként vevőkészülékekkel foglalkozott. „Rádiókészülékek kapcsolásai” című rajzgyűjteménye 1956-ban jelent meg, a könyvre olyan mértékű volt a kereslet, hogy 1957-ben újabb, javított és bővített kiadásban jelentették meg. Kádár ekkoriban a Posta Vezérigazgatóságon, a Rádióvételtechnikai Ügyosztályon dolgozott a rádiózavarelhárítás referenseként. A rajzolási munkálatokat két kollégája, Fazekas Béla és Pál József végezte.
1958-ban újabb kötete látott napvilágot a szerviz szakemberei számára, mely a „Rádió és Televízió vevőkészülékek” címet viselte, s ebben fellelhetőek az első televízió vevőkészülékek képei és kapcsolási rajzai, közöttük a legendás „Leningrad T-2” modellé.
1979-ig évente illetve kétévente jelentek meg kapcsolás gyűjteményei és szervizkönyvei, az „Ipari szakkönyvtár” sorozatnak is írt. Utolsó műve, a „Rádió- és TV-kapcsolások 1975–1977” 1979-ben jelent meg a Műszaki Könyvkiadónál.
Nyugdíjba vonulása előtti utolsó országos jelentőségű munkája a vezetékes rádiók hálózatának leszerelése volt. Az olcsó, elemmel működő, tranzisztoros vevőkészülékek a vezetékes rádiót feleslegessé tették, melynek fenntartási költségei az előfizetési díjakat jócskán meghaladták.
Református pap gyermekeként összeegyeztethetetlennek tartotta neveltetésével, hogy ateista elveket valljon, illetve belépjen a kommunista pártba. Azonban 1956 októberében a megalakult Munkástanácsba beválasztották. Talán ez a rövid szereplése volt annak az oka, hogy Amerikában élő barátai meghívására 1967 és 1970 között nem kapott útlevelet, amikor pedig beöltötte 60. évét, nem engedték tovább dolgozni a KPM-nél, hanem nyugdíjba küldték.
Nyugdíjazását követően a Gelkához hívta Völgyi János, itt 14 évig dolgozott mint tanácsadó. Lelkileg és anyagilag is jelentős segítséget jelentett számára ez a munka.
1975-ben a Magyar Rádió működésének 50. évfordulója alkalmából Arany Emlékgyűrűvel és emléklappal jutalmazták.
A Rádióműszak folyóiratának, a Modulátornak jubileumi számában jelent meg egy írása, melyben megemlékezett a zavarvizsgálatok hőskoráról.
Kádár Géza 76. életévében hunyt el Budapesten, 1983 áprilisában. Halála után a Rádiótechnika 1983 júliusi száma is megemlékezett róla.

## Könyvei
- Hangerősítők (Közlekedési Kiadó, 1951)
- Rádiótechnika I.
- Rádióvevőkészülékek kapcsolása I. (Műszaki Könyvkiadó, 1963)
- Rádióvevőkészülékek kapcsolása II. (Műszaki Könyvkiadó, 1963)
- Rádióvevőkészülékek kapcsolása III. (Műszaki Könyvkiadó, 1969)
- Rádió és televízió vevőkészülékek 1956–1957 (Műszaki Könyvkiadó, 1958 288 p., 25 cm)
- Rádió és televízió vevőkészülékek 1958–1959 (Műszaki Könyvkiadó, 1961 294 p., 25 cm)
- Rádió és televízió vevőkészülékek 1960–1963 (Műszaki Könyvkiadó, 1967 271 p., 25 cm)
- Rádió és televízió vevőkészülékek 1964–1966 (Műszaki Könyvkiadó, 1967 291 p., 25 cm)
- Rádió és televízió vevőkészülékek 1967–1969 (Műszaki Könyvkiadó, 1970 338 p., 25 cm)
- Rádió és televízió vevőkészülékek 1970–1971 (Műszaki Könyvkiadó, 1973 265 p., 25 cm)
- Rádió és televízió vevőkészülékek 1972–1975 (Műszaki Könyvkiadó, 1976 277 p., 25 cm)
- Rádió- és tv-kapcsolások 1975–1977 (Műszaki Könyvkiadó, 1979 184 p., 29 cm)